# Borrolhan
Borrolhan (en francès Bourrouillan) és un municipi francès situat al departament del Gers i a la regió d'Occitània.

## Geografia

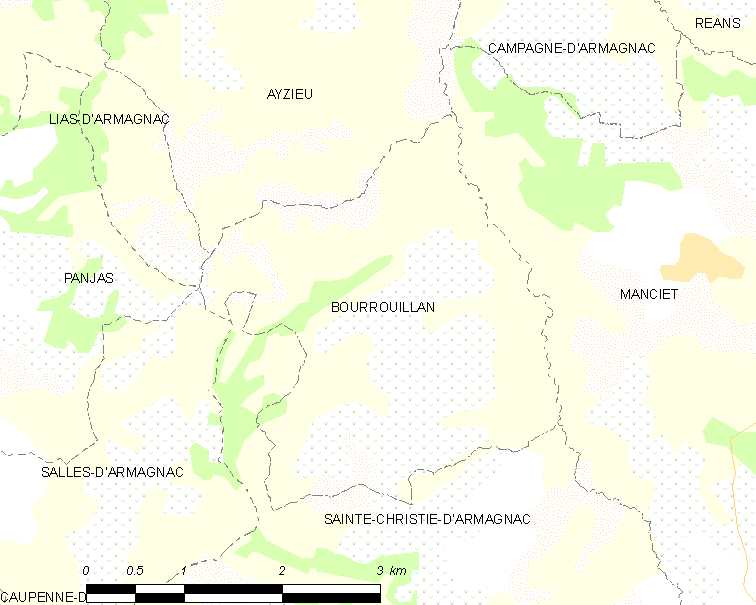
Mapa de la comuna de Borrolhan

## Administració
| Període | Identitat          | Partit        |
| ------- | ------------------ | ------------- |
| 2001-   | Michel Brazzalotto | Divers droite |

## Demografia
| 1962                                       | 1968 | 1975 | 1982 | 1990 | 1999 | 2006 |
| ------------------------------------------ | ---- | ---- | ---- | ---- | ---- | ---- |
| 209                                        | 175  | 169  | 174  | 167  | 174  | 155  |
| Des de 1962: població sense dobles comptes |      |      |      |      |      |      |